# Agrochola cinerea
Agrochola cinerea là một loài bướm đêm trong họ Noctuidae.